# Atletica leggera ai Giochi della XV Olimpiade - Lancio del disco femminile

Video della Finale (i lanci delle prime tre classificate)

La competizione del lancio del disco femminile di atletica leggera ai Giochi della XV Olimpiade si è disputata il giorno 20 luglio 1952 allo stadio olimpico di Helsinki.

## L'eccellenza mondiale
| Camp.ssa olimpica 1948 | 41,92      | Micheline Ostermeyer | Ritir. 1951 |
| Camp.ssa europea 1950  | 48,03      | Nina Dumbadze        | Presente    |
| Primatista mondiale    | 53,37 1951 | Nina Dumbadze        | Presente    |
| Primatista stagionale  | 52,38      | Nina Dumbadze        | Presente    |

La favorita è la trentatreenne georgiana Dumbadze, primatista mondiale, che però arriva ad Helsinki ancora fiaccata per i postumi di una malattia.

## Risultati

### Turno eliminatorio
Qualificazione36,00 m
Diciotto atlete, delle venti iscritte, ottengono la misura.
La miglior prestazione appartiene all'ucraina Nina Romashkova con 45,05 m.
| Pos. | Atleta                 | Nazione          | Misura | Lanci | Lanci | Lanci |
| Pos. | Atleta                 | Nazione          | Misura | 1°    | 2°    | 3°    |
| ---- | ---------------------- | ---------------- | ------ | ----- | ----- | ----- |
| 1    | Nina Romaškova         | Unione Sovietica | 45,05  | 45,05 |       |       |
| 2    | Nina Dumbadze          | Unione Sovietica | 43,20  | 43,20 |       |       |
| 3    | Marianne Werner        | Germania         | 41,37  | 41,37 |       |       |
| 4    | Yvette Williams        | Nuova Zelanda    | 41,32  | n     | 41,32 |       |
| 5    | Ingeborg Mello         | Argentina        | 40,91  | n     | 40,91 |       |
| 6    | Elisaveta Bagryantseva | Unione Sovietica | 40,73  | n     | 40,73 |       |
| 7    | Libuše Nováková        | Cecoslovacchia   | 39,89  | 39,89 |       |       |
| 8    | Toyoko Yoshino         | Giappone         | 39,75  | 39,75 |       |       |
| 9    | Lotte Haidegger        | Austria          | 39,54  | 34,29 | 35,22 | 39,54 |
| 10   | Frieda Tiltsch         | Austria          | 39,47  | 39,47 |       |       |
| 11   | Gretel Bolliger        | Svizzera         | 38,20  | 34,84 | 34,81 | 38,20 |
| 12   | Ilona Szikora-Józsá    | Ungheria         | 37,75  | 37,75 |       |       |
| 13   | Lia Manoliu            | Romania          | 37,58  | 37,58 |       |       |
| 14   | Paulette Veste         | Francia          | 37,47  | 32,35 | 30,03 | 37,47 |
| 15   | Edera Cordiale         | Italia           | 37,40  | 37,40 |       |       |
| 16   | Ingeborg Pfüller       | Argentina        | 36,61  | n     | 36,61 |       |
| 17   | Kaarina Koivuniemi     | Finlandia        | 36,56  | 36,56 |       |       |
| 18   | Suzanne Farmer-Allday  | Gran Bretagna    | 36,37  | 36,37 |       |       |
| 19   | Olga Winterberg        | Israele          | 35,79  | 25,97 | 35,79 | 24,09 |
| 20   | Esther Brand           | Sudafrica        | 34,18  | n     | n     | 34,18 |

### Finale
Nina Dumbadze va in testa al primo lancio con 45,85. Ma al secondo turno viene superata dalla Romashkova che scaglia il disco a 50,84, segnando il nuovo record olimpico, e poi al terzo si migliora nuovamente con 51,42, rimanendo in testa fino alla fine della gara. La neo campionessa lancia sopra il precedente primato tre volte sui 6 lanci di finale.
| Pos.    | Atleta                 | Età | Nazione          | Misura | Lanci | Lanci | Lanci | Lanci | Lanci | Lanci |
| Pos.    | Atleta                 | Età | Nazione          | Misura | 1°    | 2°    | 3°    | 4°    | 5°    | 6°    |
| ------- | ---------------------- | --- | ---------------- | ------ | ----- | ----- | ----- | ----- | ----- | ----- |
| Oro     | Nina Romaškova         | 23  | Unione Sovietica | 51,42  | 45,16 | 50,84 | 51,42 | 47,24 | 44,66 | 49,37 |
| Argento | Elisaveta Bagryantseva | 31  | Unione Sovietica | 47,08  | 43,58 | 47,08 | 44,26 | 43,97 | 44,58 | 43,00 |
| Bronzo  | Nina Dumbadze          | 33  | Unione Sovietica | 46,29  | 45,85 | 40,24 | 44,10 | 46,29 | 45,10 | 41,05 |
| 4       | Toyoko Yoshino         | 32  | Giappone         | 43,81  | 41,71 | 42,67 | 37,15 | 41,58 | 43,81 | 42,02 |
| 5       | Lotte Haidegger        | 27  | Austria          | 43,49  | 35,66 | 43,49 | 40,02 | n     | n     | 41,32 |
| 6       | Lia Manoliu            | 20  | Romania          | 42,65  | 41,57 | 42,65 | 41,48 | 36,05 | 41,21 | 40,79 |
| 7       | Ingeborg Pfüller       | 20  | Argentina        | 41,73  | 37,05 | 40,32 | 41,73 |       |       |       |
| 8       | Ilona Szikora-Józsá    | 34  | Ungheria         | 41,61  | n     | 39,58 | 41,61 |       |       |       |
| 9       | Marianne Werner        | 28  | Germania         | 41,03  | 39,77 | n     | 41,03 |       |       |       |
| 10      | Yvette Williams        | 23  | Nuova Zelanda    | 40,48  | 40,48 | 32,95 | 40,38 |       |       |       |
| 11      | Kaarina Koivuniemi     | 20  | Finlandia        | 40,33  | 40,33 | 32,72 | 40,05 |       |       |       |
| 12      | Ingeborg Mello         | 33  | Argentina        | 39,04  | 39,04 | 37,84 | 37,24 |       |       |       |
| 13      | Libuše Nováková        | 28  | Cecoslovacchia   | 38,83  | 38,17 | n     | 38,83 |       |       |       |
| 14      | Edera Cordiale         | 32  | Italia           | 38,22  | 38,22 | n     | 37,03 |       |       |       |
| 15      | Suzanne Farmer-Allday  | 17  | Gran Bretagna    | 37,96  | 34,54 | 37,34 | 37,96 |       |       |       |
| 16      | Paulette Veste         | 24  | Francia          | 37,64  | 37,64 | 28,94 | 33,28 |       |       |       |
| 17      | Gretel Bolliger        | 30  | Svizzera         | 36,36  | 35,34 | 36,36 | 36,24 |       |       |       |
| 18      | Frieda Tiltsch         | 30  | Austria          | 27,84  | n     | 27,84 | n     |       |       |       |

La gara si disputa nei primissimi giorni dei Giochi. La Romashkova dà all'Unione Sovietica il primo oro ai Giochi olimpici.